# Serge Tchakhotine
Serge Tchakhotine (en russe : Сергей Степанович Чахотин, Sergueï Stepanovitch Tchakhotine), né le 13 septembre 1883 à Constantinople, mort le 24 décembre 1973 à Moscou, et inhumé en Corse à Cargèse, est un microbiologiste et psychosociologue russe. Il est connu pour avoir écrit Le Viol des foules par la propagande politique.

## Biographie
Né en 1883 en Turquie d'un père consul russe à Constantinople et d'une mère grecque, Tchakhotine entame sa scolarité à Odessa (actuelle Ukraine) avant de rejoindre l'université de Heidelberg où il soutient, en 1908, une thèse de doctorat portant sur le statocyste des hétéropodes (biologie).[réf. nécessaire] Il a comme professeur Otto Bütschli.
Durant la guerre civile russe de 1917, il est menchevik et s'oppose à la Révolution d'Octobre. Il devient le conseiller à la propagande du général Piotr Krasnov des armées blanches anti-bolchéviques, avant de s'exiler en France puis en Allemagne et de se mettre au service du SPD.
Avec d'autres exilés russes blancs en Europe, il collabore dès 1921 au mouvement Smenovekhovstvo  et à son magazine Smena vekh, qui soutient l'idée d'une réconciliation avec le jeune État soviétique posé comme le pouvoir légitime pour unir la patrie russe, dans l'espoir de le faire évoluer dans sa doctrine. Tchakhotine, auteur d'un texte A Canossa où il fait amende honorable pour son opposition initiale aux bolcheviks, obtient en 1921 la nationalité soviétique et sera dès lors embauché pour défendre les intérêts commerciaux soviétiques en Allemagne.
En 1930, Tchakhotine est chercheur invité à Heidelberg au sein de l'institut Kaiser-Wilhelm qu'il quitte en avril 1933 pour s'exiler d'abord au Danemark, puis en France. Il fait également un séjour en Italie, à l'institut de pharmacologie expérimentale de l'université de Messine.
Durant cette période, Tchakhotine conserve une grande influence en Allemagne où il reste l'idéologue en chef du Front de fer qui s'est organisé autour du SPD et de la confédération générale des syndicats pour s'opposer au nazisme. Le Parti social-démocrate d'Allemagne, auquel appartient à l'époque Tchakhotine, refusera d'appliquer les procédés de contre-propagande conseillés par Tchakhotine. Celui-ci organisa pourtant avec ses ressources, contre l'avis de son parti, la propagande pour certaines régions d'Allemagne.
En 1932, avec le chercheur et politicien Carlo Mierendorff, il invente la figure des Trois Flèches qui devient le symbole du Front d'airain (1931-1933). Trois flèches, dont il théorise l'usage dans Le Viol des foules par la propagande politique : mises sur un mur après ou avant un autre symbole (par exemple une croix gammée) censé les rayer, on voit dans les deux cas le symbole de l'autre camp rayé par ces trois flèches, et non l'inverse.
En France il participe à l'élaboration de la propagande du Front populaire en collaboration avec Marceau Pivert, mettant notamment en scène les meetings et les films de la SFIO.
En 1958, Tchakhotine retourne en URSS et mène des recherches dans différents instituts au sein de l'Académie des sciences, notamment à Leningrad, puis à Moscou. Par la suite, il vit dans différents pays d'Europe, restant un adversaire convaincu à la fois de la révolution russe, du fascisme et du nazisme, combat pour lequel il met en application ses propres théories.
Il meurt à Moscou en 1973 ; sa tombe est à Cargèse en Corse, selon ses dernières volontés.
Ami d'Albert Einstein et d'Ivan Pavlov, dont il expose et utilise les théories psychologiques dans Le Viol des foules par la propagande politique, il est considéré comme l'un des inventeurs des méthodes de la propagande moderne et l'un des premiers théoriciens de la psychologie des masses à la suite des travaux du français Gustave Le Bon.

## Le Viol des foules par la propagande politique
Peu avant la guerre de 1939, Serge Tchakhotine publie son ouvrage principal Le Viol des foules par la propagande politique qui analyse, du point de vue de la sociologie et de la psychologie sociale, les mécanismes auxquels obéissent les foules, les masses et, plus généralement, la formation de la volonté politique et l'action politique. Il analyse principalement la propagande nazie et traite brièvement de la propagande soviétique. Un an après sa parution, l'ouvrage est censuré par les Nazis. Georges Bonnet, alors ministre des affaires étrangères, demande la censure de passages[Lesquels ?]. Deux mois après sa parution, alors que la guerre a déjà été déclarée, la police opère une saisie du livre dans les librairies de Paris. Le livre est réédité au début des années 1950 dans une version augmentée (600 pages au lieu de 300 pages fin 1940). L'ouvrage est structuré autour de trois parties : 
- les fondements psycho-sociologiques de la propagande en se rattachant principalement à la psychologie dite "objective" c'est-à-dire que toute la psychologie dépend de la biologie;
- la description de la propagande principalement la propagande nazie ainsi que les thèses générale de la politique;
- la différenciation de la bonne propagande soit une propagande saine, démocratique et "progressiste" de la mauvaise propagande dite "nocive"[11].

## Publications
- (de) « Über die bioelektrischen Ströme bei Wirbellosen und deren Vergleich mit analogen Erscheinungen bei Wirbeltieren. Vergleichend-physiologische Studie », dans Pflüger. Archiv für die Gesammte Physiologie des Menschen und der Thiere, no 10-12, 1907, p. 565-617.
- Die Statocyste der Heteropoden, thèse, dans Zeitschrift für wissenschaftliche Zoologie, vol. 90, p. 343-422) Lire en ligne.
- (de) Rationelle Organisation von biologischen Instituten, Berlin et Vienne, Urban & Schwarzenberg, 1930 (collection : Handbuch der biologischen Arbeitsmethoden, 5).
- avec Carlo Mierendorff : Grundlagen und Formen politischer Propaganda, Magdeburg, Bundesvorstand des Reichsbanners Schwarz-Rot-Gold, 1932.
- (de) Dreipfeil gegen Hakenkreuz, Copenhague, Verlag Aktiver Sozialismus, 1933.
- Trepil mod Hagekors, Copenhague, Frem-Forlag, 1933.
- L'organisation rationnelle de la recherche scientifique, Paris, Hermann, 1938 (collection : Actualités scientifiques et industrielles, 732).
- Le Viol des foules par la propagande politique, Paris, Gallimard, 1939, 270 p.
  - éditions en anglais : 
    - The Rape of the Masses. The Psychology of Totalitarian Political Propaganda, New York, Alliance Book Corporation, 1940.
    - The rape of the masses : the psychology of totalitarian political propaganda, Londres, Labour Book Service, 1940

  - édition en portugais : 
    - A mistificação das massas pela propaganda política, traduction de Miguel Arraes, Rio de Janeiro: Civilização Brasileira, 1967.
- « La morale du point de vue biologique et la notion de culpabilité », dans Psyche. Revue internationale des sciences de l'homme et de psychanalyse, n° 18 et 19, avril-mai 1948 (numéro double spécial sur la culpabilité).
- Tecnica della propaganda politica, Milan, Sugar, 1964.
- Sotto le macerie di Messina. Racconto di un sopravvissuto al terremoto del 1908, Messine, Intilla editore, 2008.

### Œuvre filmique
- Boris Hars-Tschachotin, Sergej in der Urne, Site du film